# République des conseils de Hongrie
Pour les articles homonymes, voir République de Hongrie.
21 mars 1919 – 1er août 1919
(4 mois et 11 jours)
Entités précédentes :
- République démocratique hongroise

Entités suivantes :
- République démocratique hongroise

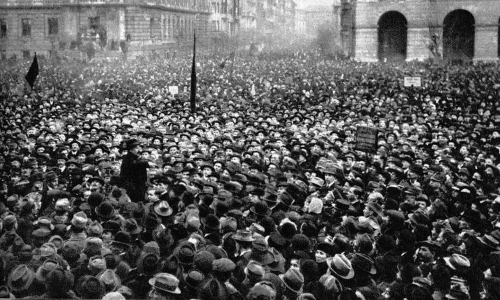
Proclamation de la République soviétique hongroise, le 21 mars 1919.

La République des conseils de Hongrie — en hongrois Magyarországi Tanácsköztársaság, également connue sous le nom de République socialiste fédérative soviétique de Hongrie, également traduit par République hongroise des conseils ou République soviétique hongroise — est l'éphémère régime politique de la Hongrie du 21 mars au 6 août 1919.
Ce régime est le deuxième gouvernement d’inspiration communiste de l’Histoire, après celui de la Russie soviétique née en 1917. Il s’inspirait très nettement de l’expérience des conseils ouvriers (soviets) en Russie (1905, puis 1917-1918) et en Allemagne (1918-1919). Le principal animateur de la République des conseils hongroise était Béla Kun, officiellement chargé des Affaires étrangères.
Il ne dure que 133 jours et s’effondre lorsque les forces françaises, roumaines, serbes et nationalistes commandées par Miklos Horthy entrent dans Budapest le 6 août 1919 à l’issue de la guerre de l’été 1919.

## Contexte
Le 16 novembre 1918, la République démocratique hongroise est proclamée, mettant un terme à la monarchie en Hongrie, et rompant de façon définitive les liens entre la Hongrie et les Habsbourg-Lorraine.
La république est proclamée par le comte Mihály Károlyi, qui prend la tête d’un gouvernement de coalition incluant le Parti social-démocrate de Hongrie.
En ce même mois de novembre, le Parti des communistes de Hongrie est fondé par la fusion de plusieurs groupes distincts, incluant des sociaux-démocrates dissidents, des anarcho-syndicalistes et des communistes revenus de Russie soviétique, parmi lesquels un certain nombre d’anciens prisonniers de guerre austro-hongrois passés au communisme durant leur captivité en Russie. Béla Kun, revenu de Moscou avec un mandat informel de Lénine, prend la direction effective du Parti communiste. 
Un profond mécontentement nationaliste naît de la défaite de 1918, et surtout des amputations considérables de territoires imposées par la Triple-Entente au sortir de la Première Guerre mondiale. Le pays est en plein désarroi, la situation ayant mis des millions de Hongrois dans des situations de chômage ou de pauvreté. Les défavorisés, comme les soldats démobilisés, sont sensibles à la propagande communiste.
Au début de 1919, les dirigeants communistes sont emprisonnés pour tentative de subversion, mais les sociaux-démocrates prennent bientôt contact avec eux pour négocier une fusion des deux partis.

## Prise du pouvoir

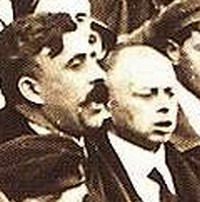
Sándor Garbai et Béla Kun.

Le 20 mars 1919, devant l’ultimatum de la note de Fernand Vix qui exige, au nom de la Triple-Entente, un nouveau recul territorial de la Hongrie, Mihály Károlyi et son chef du gouvernement Dénes Berinkey démissionnent. Károlyi compte reformer un nouveau gouvernement avec les sociaux-démocrates mais, aussitôt, circule une note signée de son nom, annonçant qu’il « transmet le pouvoir au prolétariat ». Károlyi niera toujours avoir rédigé et signé cette note. 
Le 21 mars 1919 est proclamé le Conseil révolutionnaire de gouvernement, composé d’une trentaine de commissaires du peuple communistes, à la tête desquels est placé un directoire de cinq membres. Sándor Garbai, issu du Parti social-démocrate, est le chef officiel du gouvernement en tant que président du directoire, mais le pouvoir est, dans les faits, essentiellement exercé par le communiste Béla Kun qui occupe le poste de commissaire aux Affaires étrangères. Tibor Szamuely, commissaire aux Affaires militaires, est l’un des dirigeants les plus importants ; Jenő Landler (hu) et Béla Vágó (hu) sont commissaires à l’Intérieur ; Ottó Korvin (en) est chargé de la Sûreté ; Georg Lukács est chargé de la Culture ; Mátyás Rákosi, futur dirigeant de la république populaire de Hongrie, est commissaire au Commerce, Mihály Bíró est chargé de la communication graphique.

## Mesures politiques

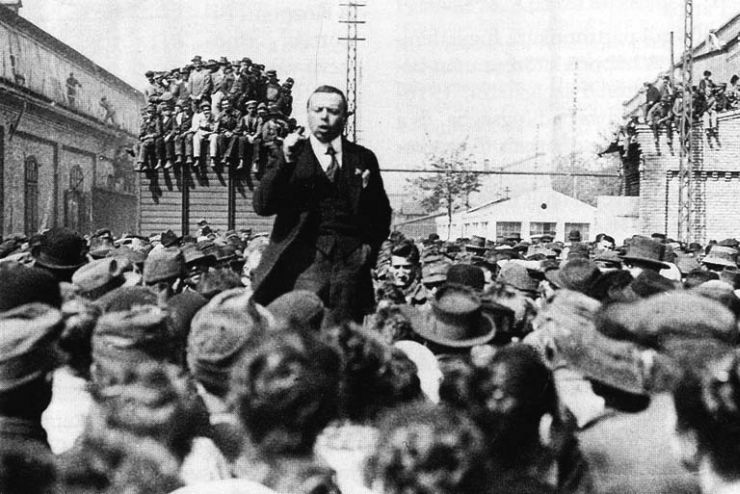
Béla Kun haranguant la foule.

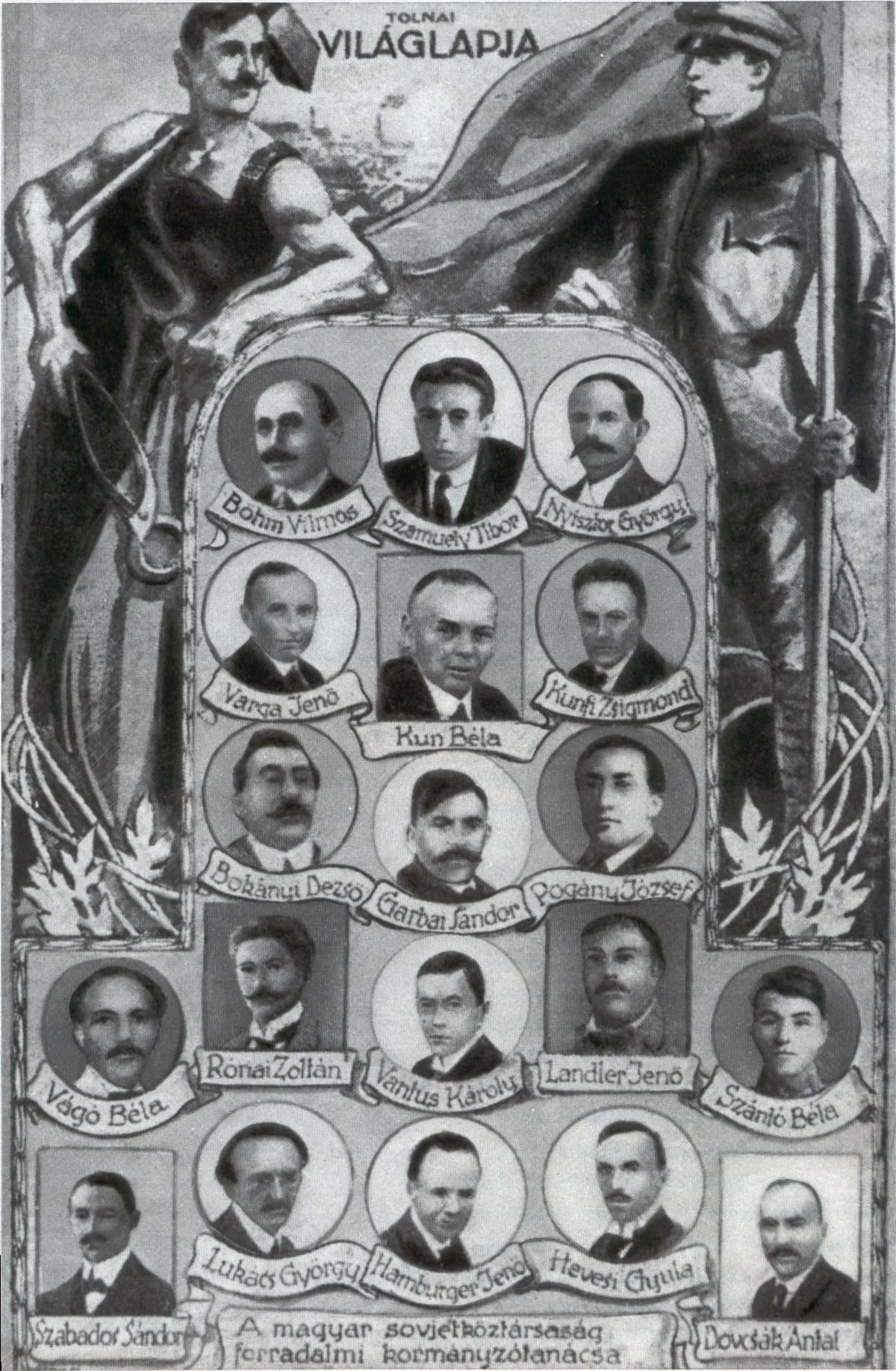
Affiche de propagande présentant le Conseil révolutionnaire de gouvernement.

Le gouvernement révolutionnaire décide rapidement la nationalisation de nombreuses entreprises, de banques, des assurances, du commerce en gros, et des immeubles locatifs ; les terres des grands propriétaires agricoles sont confisquées ; les femmes et les enfants bénéficient de décrets sociaux ; la presse, la culture et les professions libérales font l’objet de mesures de contrôle. L’économie du pays, déjà éprouvée par la guerre, s’effondre, entraînant des situations de pénurie. La couronne hongroise (en), en parité avec le franc suisse, perd 90 % de sa valeur. Dès leur première réunion, les commissaires décident la création de « tribunaux révolutionnaires » avec des juges officiellement choisis par le peuple et pratiquement nommés par le gouvernement. L’armée et la police sont dissoutes et remplacées par une « milice révolutionnaire ». Les autres partis politiques sont interdits, de même que la franc-maçonnerie. Les entreprises de plus de vingt ouvriers, puis celles de dix, puis de moins de dix, sont expropriées. Les mesures économiques et judiciaires marginalisent commerçants, artisans et professions libérales. Vladimir Ilitch Lénine, en liaison télégraphique avec Béla Kun, lui conseille de « fusiller en priorité les sociaux-démocrates petit-bourgeois ». Cependant, la politique de Béla Kun ne s'aligne pas servilement sur la politique bolchevique de Lénine. En effet, et contrairement à Lénine, Béla Kun collectivise les terres de la noblesse hongroise mais ne les redistribue pas aux cultivateurs, s’aliénant ainsi la paysannerie. Kun, dans un message aux ouvriers hongrois, préconise « l’exercice d’une violence implacable, prompte et résolue, en vue d’écraser la résistance des exploiteurs, des capitalistes, des grands propriétaires fonciers et de leurs suppôts. »

### Actes de répression

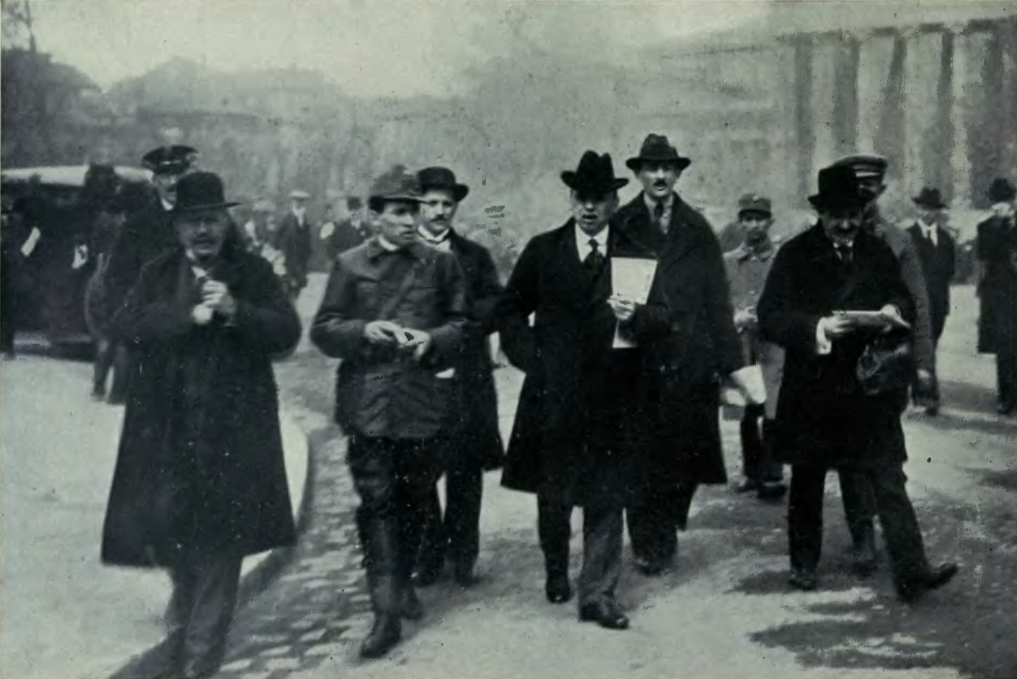
Tibor Szamuely et Béla Kun (au centre).

Les communistes ne disposent pas de réel appui populaire en Hongrie, et les mesures prises par le régime créent bientôt des oppositions, les paysans et le prolétariat agraire étant notamment déçus de voir les terres réparties en coopératives d'état plutôt que redistribuées. La république des conseils tente alors de se consolider par des actions de répression, établissant le régime dit de la « terreur rouge », exercée par la police parallèle des troupes de terreur du Conseil révolutionnaire du gouvernement, familièrement appelés « Gars de Lénine » (Lenin fiúk) qui se traduit par plusieurs centaines de victimes parmi les opposants ou les récalcitrants. De nombreux crimes sont commis, comme la pendaison de paysans rétifs aux réquisitions ou à la collectivisation. Les exactions commises par les « Gars de Lénine » amènent finalement à leur dissolution, la plupart étant intégrés à l’armée, mais la terreur rouge continue. Au mois de juin, le congrès du parti est suivi de la proclamation de l'Assemblée nationale des conseils, assemblée constituante qui adopte le principe de dictature du prolétariat et décrète la Hongrie État socialiste fédératif.

## Positionnement international et conflits

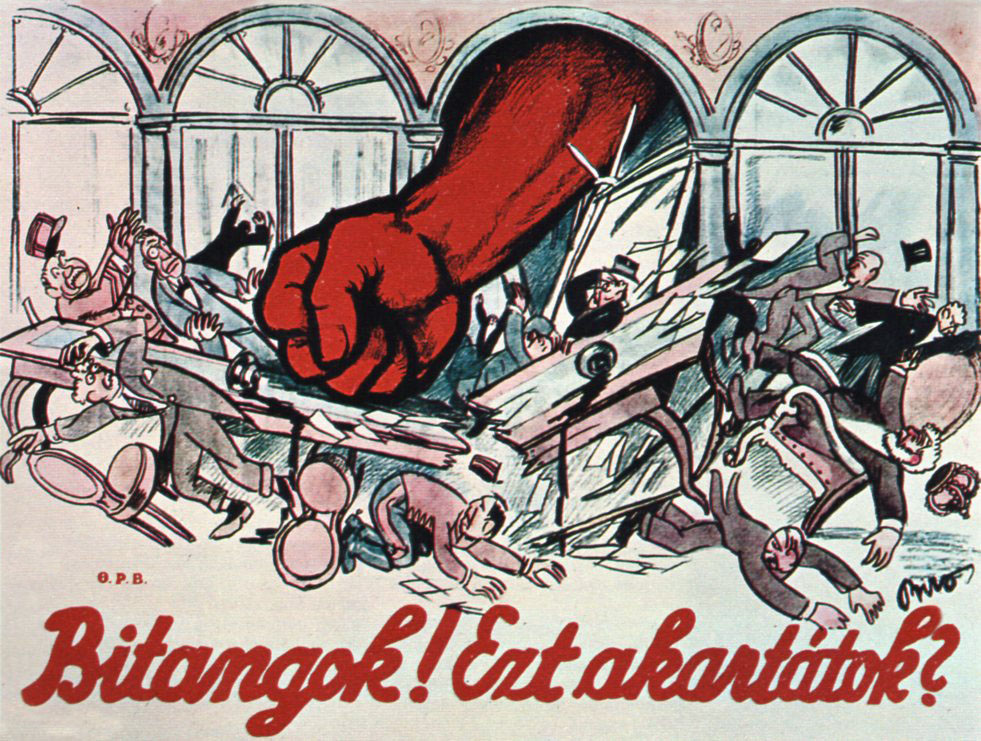
Affiche de la république des conseils de Hongrie par Mihály Bíró (1919) : « Canailles !, est-ce là ce que vous vouliez ? » – Henri Berthelot, Lloyd George et Wilson figurent à gauche, Clemenceau et le roi Ferdinand de Roumanie à droite de la table.

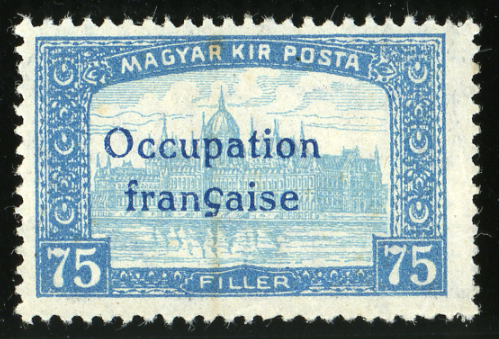
Timbre hongrois surchargé Occupation française en 1919.

Le régime hongrois se trouve immédiatement plongé dans un contexte diplomatique hostile, alors que la république socialiste fédérative soviétique de Russie, occupée par la guerre civile sur son sol, n’est pas en mesure de lui venir concrètement en aide. La Hongrie communiste souhaite récupérer les territoires perdus par la Hongrie et entre rapidement en conflit avec tous les pays voisins. En avril, les troupes tchécoslovaques attaquent la Hongrie communiste pour l'empêcher de faire main basse sur le territoire de l’ex-Haute-Hongrie, dont les habitants étaient en majorité slovaques. Les Hongrois décrètent alors la mobilisation générale et forment l’Armée rouge hongroise, dont la contre-offensive débouche sur des succès importants et l’occupation de la Slovaquie, où une République slovaque des conseils est proclamée. 
Les Alliés, réunis à la conférence de la paix de Paris, sont partagés quant à l’attitude à adopter face au régime de Béla Kun : si David Lloyd George et Woodrow Wilson adoptent des positions modérées, Georges Clemenceau est intransigeant face aux « complices de Lénine » et envoie contre eux des forces françaises. Le Sud-Africain Jan Smuts est envoyé pour parlementer avec Béla Kun, mais les discussions achoppent quant aux positions de l’Armée roumaine, que Kun souhaite voir reculer au-delà de la rivière Mureş. Pour contenir la menace rouge en Transylvanie et en Bessarabie, la France avait envoyé à la Hongrie de Mihály Károlyi une note comminatoire favorisant la Roumanie, tête de pont de l’Entente coincée entre ses deux voisins communistes : la Hongrie et la Russie. À la suite de cette note Károlyi avait dû démissionner. Le plan du maréchal Foch de faire donner directement la troupe alliée contre la Hongrie est néanmoins écarté (d’autant que de nombreux soldats sympathisent avec l’idéal communiste), et ce sont les armées franco-serbes de Franchet d’Espèrey et franco-roumaines d’Henri Berthelot et de Constantin Prezan qui sont réorganisées pour intervenir en Hongrie et chasser les communistes du pouvoir.
Les 15 et 16 avril, les Hongrois lancent une offensive préventive contre les Franco-Roumains mais la contre-attaque de ces derniers brise les lignes hongroises et dès le début du mois de mai, les troupes de Constantin Prezan atteignent la rive est de la rivière Tisza. Le 2 mai, le gouvernement hongrois réclame la paix. 
Béla Kun vise cependant à reprendre le terrain perdu et prépare une attaque qui débute le 20 mai : l’Armée rouge hongroise attaque et repousse les troupes tchécoslovaques et franco-roumaines. 
Le 30 mai, un « contre-gouvernement » anticommuniste est fondé à Szeged, dirigé par Gyula Károlyi. En juin, l’ordre de la conférence de la paix de Paris met un terme au conflit hungaro-tchèque.
Une nouvelle attaque des troupes hongroises contre l’Armée roumaine, menée entre le 17 et le 20 juillet, a par contre des conséquences désastreuses. Les Franco-Roumains, qui ont reçu renforts et munitions par la mer Noire et le Danube, enfoncent les positions hongroises : le 26, elles contrôlent à nouveau la rive est de la Tisza et dans la nuit du 29 au 30 juillet, elles traversent la Tisza et avancent sur Budapest, mettant en déroute l’Armée rouge hongroise.

## Chute du régime

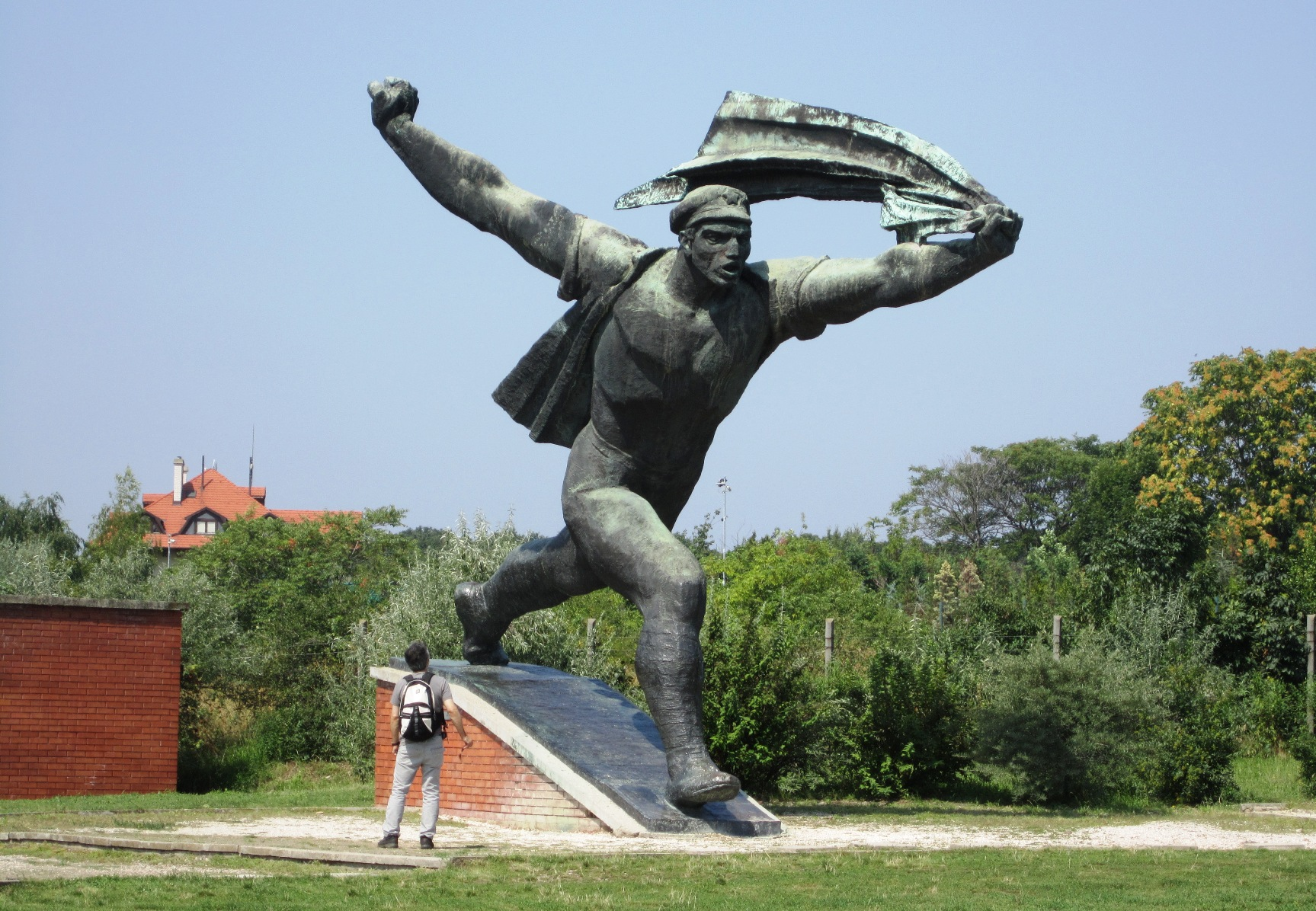
Monument à la république des conseils datant de la république populaire de Hongrie, exposé aujourd’hui à Memento Park (Budapest).

À Budapest, le régime de la république des conseils vit une fin chaotique : Béla Kun doit faire face à une tentative de coup d'État, peut-être inspirée par Tibor Szamuely. Le 1er août 1919, le gouvernement révolutionnaire démissionne et Kun quitte la capitale sous la protection de la mission militaire italienne ; Gyula Peidl prend la tête du gouvernement et annonce l’annulation des mesures radicales les plus impopulaires, restaurant la propriété privée et fermant les tribunaux révolutionnaires, mais il est renversé dès le 6 et remplacé par le monarchiste István Friedrich. L’archiduc Joseph-Auguste de Habsbourg-Lorraine, mis en résidence surveillée par le régime communiste, se déclare à nouveau régent du Royaume mais ni lui ni Friedrich n’obtiennent le soutien de l’Entente et il doit renoncer à ses fonctions dès le 23 août. L’armée franco-roumaine, entrée le 6 août 1919 à Budapest, l’occupe jusqu’en novembre, date à laquelle Miklós Horthy, ministre de la Guerre du gouvernement contre-révolutionnaire, fait son entrée dans la capitale. 
Après la chute de la république des conseils, la Hongrie connaît une période de terreur blanche : les forces contre-révolutionnaires répriment les partisans réels ou supposés du régime, en visant particulièrement les intellectuels et les artistes, dont certains sont contraints à l’exil. La majorité des commissaires politiques et des activistes de la république des conseils étaient juifs ou d’origine juive, ce qui sert de prétexte à des exactions antisémites au cours de la terreur blanche, ainsi qu’à des mesures discriminatoires contre les Juifs, prises sous le régime de Miklós Horthy.